# Hypogastrura paradoxa
Hypogastrura paradoxa är en urinsektsart som beskrevs av Riozo Yosii 1965. Hypogastrura paradoxa ingår i släktet Hypogastrura och familjen Hypogastruridae. Inga underarter finns listade i Catalogue of Life.